# Estádio Augusto Bauer
Estádio Augusto Bauer – stadion piłkarski, w Brusque, Santa Catarina, Brazylia, na którym swoje mecze rozgrywa klub Esporte Clube São Luiz.